# Vermiculita
La vermiculita és un mineral de la classe dels silicats. Rep el nom del llatí vermiculus, «cuc».

## Característiques
És un fil·losilicat de fórmula química (Mg,Ca)0,7(Mg,Fe,Al)₆(Al,Si)₈O22(OH)₄.8H₂O. Té una composició química inestable, i augmenta el seu volum en escalfar-se.
Segons la classificació de Nickel-Strunz pertany a «09.EC - Fil·losilicats amb plans de mica, compostos per xarxes tetraèdriques i octaèdriques» juntament amb els següents minerals: minnesotaïta, talc, willemseïta, ferripirofil·lita, pirofil·lita, boromoscovita, celadonita, chernykhita, montdorita, moscovita, nanpingita, paragonita, roscoelita, tobelita, aluminoceladonita, cromofil·lita, ferroaluminoceladonita, ferroceladonita, cromoceladonita, tainiolita, ganterita, annita, ephesita, hendricksita, masutomilita, norrishita, flogopita, polilithionita, preiswerkita, siderofil·lita, tetraferriflogopita, fluorotetraferriflogopita, wonesita, eastonita, tetraferriannita, trilithionita, fluorannita, shirokshinita, shirozulita, sokolovaïta, aspidolita, fluoroflogopita, suhailita, yangzhumingita, orlovita, oxiflogopita, brammal·lita, margarita, anandita, bityita, clintonita, kinoshitalita, ferrokinoshitalita, oxikinoshitalita, fluorokinoshitalita, beidel·lita, kurumsakita, montmoril·lonita, nontronita, volkonskoïta, yakhontovita, hectorita, saponita, sauconita, spadaïta, stevensita, swinefordita, zincsilita, ferrosaponita, bileyclor, chamosita, clinoclor, cookeïta, franklinfurnaceïta, gonyerita, nimita, ortochamosita, pennantita, sudoïita, donbassita, glagolevita, borocookeïta, aliettita, corrensita, dozyita, hidrobiotita, karpinskita, kulkeïta, lunijianlaïta, rectorita, saliotita, tosudita, brinrobertsita, macaulayita, burckhardtita, ferrisurita, surita, niksergievita i kegelita.

## Formació i jaciments
Es forma per hidratació de certs minerals basàltics, i sovint es troba associada a l'amiant. Comercialment s'utilitza en la forma exfoliada. Els principals productors mundials són la Xina, Àfrica del sud, Austràlia, Zimbabwe i els Estats Units. A Catalunya s'ha descrit a la Noguerola (Viladrau, Osona), en uns afloraments granítics a l'oest de la Riera Major.

## Usos[calcitació]
- Sota la forma de silicat de sodi en:
  - Aïllament tèrmic a alta temperatura;
  - Materials refractaris;
  - ignifugat d'estructures d'acer;
- Substrat per cultiu en hidroponia.
- Material d'embalatge ;
- Aïllant de densitat feble;
- Additiu per ignifugació de morters i altres;
- Suport de creixement per microorganismes per testar la biodegradació dels plàstics
- Substrat de gamma alta per a rèptils i artròpodes